# میشائل تویبر
میشائل تویبر (انگلیسی: Michael Teuber؛ زادهٔ ۲۳ ژانویهٔ ۱۹۶۸) دوچرخه‌سوار اهل آلمان است.
وی همچنین برندهٔ جوایزی همچون برگ بوی نقره‌ای شده‌است.
وی در مسابقات کشوری و بین‌المللی در مجموع برندهٔ ۷ مدال طلا، ۵ مدال نقره شده‌است.